# Broken, Beat & Scarred
"Broken, Beat & Scarred" je pjesma američkog heavy metal sastava Metallica objavljena na njihovom albumu Death Magnetic.

## Glazbeni video
Premijerno je prikazan 26. ožujka na službenim stranicama Metallice. Video prikazuje članove sastava kako uživo sviraju Broken, Beat & Scarred na Death Magnetic turneji. Režirao ga je Wayne Isham koji je već prije surađivao sa sastavom.

## Popis pjesama
| 1. | »Broken, Beat & Scarred«        | 6:25 |
| 2. | »Broken, Beat & Scarred (Live)« | 7:33 |
| 3. | »The End of the Line (Live)«    | 7:38 |

| 1. | »Broken, Beat & Scarred«  | 6:25 |
| 2. | »Stone Cold Crazy (Live)« | 3:06 |
| 3. | »Of Wolf and Man (Live)«  | 4:25 |

| 1. | »Broken, Beat & Scarred (Promo video)«   |       |
| 2. | »The Day That Never Comes (Promo video)« |       |
| 3. | »Death Magnetic Electronic Press Kit«    | 17:25 |

| 1. | »Broken, Beat & Scarred«        | 6:25 |
| 2. | »Broken, Beat & Scarred (Live)« | 7:33 |
| 3. | »The End of the Line (Live)«    | 7:38 |
| 4. | »Stone Cold Crazy (Live)«       | 3:06 |
| 5. | »Of Wolf and Man (Live)«        | 4:25 |